# Ralph Richardson
Sir Ralph Richardson (Cheltenham, Gloucestershire, 19 de desembre de 1902 − Marylebone, Londres, 10 d'octubre de 1983) va ser un actor britànic.
Actor elegant i carismàtic, va ser molt actiu també al cinema, on va aparèixer en pel·lícula a The Heiress, Ricard III, El nostre home a l'Havana al costat d'Alec Guinness i Noël Coward, O Lucky Man!. El 1969 va formar part del repartiment de la controvertida farsa de Joe Orton What The Butler Saw al Queen's Theatre juntament amb Stanley Baxter, Coral Browne i Hayward Morse, mentre que el 1970 va aparèixer sobre l'escena amb Lloyd George Knew My Father de William Douglas-Home al costat de Peggy Ashcroft i al Royal National Theatre sota la direcció de Peter Hall va actuar en The Cherry Orchard i en John Gabriel Borkman.
Va ser nomenat Knight Bachelor el 1947.

## Biografia
Fill d'un professor d'Art, va començar la carrera artística com a pintor. Abans de pujar als escenaris es va dedicar al periodisme. La seva trajectòria va començar el 1920 amb el Grup St. Nicholas Players i el seu primer paper destacable va ser a l'obra El mercader de Venècia. Nebot del matemàtic Lewis Fry Richardson, després de la separació dels pares la seva mare Lydia Russell va portar Ralph a viure a Gloucester, on el va educar en la religió catòlica (el seu pare i els seus germans eren quàquers) i aviat expressa l'anhel que el fill sigui sacerdot. No obstant haver estat educat en instituts catòlics a Brighton, ell mai no va manifestar un fort sentiment religiós.
Els anys 1930 va interpretar films i peces de teatre que li van donar fama, sent nomenat Cavaller per la Reina d'Anglaterra el 1947 i va anar transformant-se en una de les més aclamades figures del teatre britànic. Va treballar en gairebé dues-centes peces i en més de cent pel·lícules, entre elles clàssics com Anna Karenina, Èxode, Doctor Givago i Khartoum.
Richardson va fer el seu debut en el West End el 1926, i esdevé un dels més destacats actors del Old Vic, famós sobretot per la seva interpretació de Calibano, on tenia davant John Gielgud en el paper de Prospero. El 1932 a Malvern, destaca per la seva interpretació de L'alquimista de Ben Jonson i el 1933 va interpretar la peça de William Somerset Maugham Sheppey al Wyndham's Theatre.
Després haver prestat servei durant la Segona Guerra Mundial, Richardson es va unir a Laurence Olivier i al director John Burrell en qualitat de codirector del Old Vic Theatre. Després de les seves aparicions a la Royal Shakespeare Company a Stratford-upon-Avon va actuar al Bristol Old Vic, en el paper de Volpone en el Volpone de Ben Jonson. Del 1954 al 1955 va interpretar el rol del Dr. Watson en la transposició radiofònica de les novel·les de Arthur Conan Doyle sobre Sherlock Holmes al costat de John Gielgud en el paper del cèlebre detectiu, a la BBC.
En els Oscars de 1984 va rebre una nominació pòstuma com a millor actor secundari pel seu personatge del Comte de Greystoke pel film "Greystoke, la llegenda de Tarzan".
Richardson va morir d'infart el 1983, a l'edat de 80 anys, i va ser enterrat al Highgate Cemetery.

## Filmografia
- The Ghoul (1933)
- Friday the Thirteenth (1933)
- Thunder in the Air (1934)
- The King of Paris (1934)
- Java Head (1934)
- The Return of Bulldog Drummond (1934)
- Things to Come (1936)
- The Man Who Could Work Miracles (1936)
- Thunder in the City (1937)
- The Divorce of Lady X (1938)
- South Riding (1938)
- The Citadel (1938)
- The Lion Has Wings (1939)
- Q Planes (1939)
- Les quatre plomes (The Four Feathers) (1939)
- On the Night of the Fire (1939)
- The Silver Fleet (1943)
- School for Secrets (1946)
- Anna Karenina (1948)
- L'ídol caigut (The Fallen Idol) (1948)
- The Heiress (1949)
- Home at Seven (1952)
- The Sound Barrier (1952)
- The Holly and the Ivy (1952)
- Ricard III (1955)
- The Passionate Stranger (1957)
- El nostre home a l'Havana (Our Man in Havana) (1959)
- Oscar Wilde (1960)
- Èxode (Exodus) (1960)
- Long Day's Journey Into Night (1962)
- The 300 Spartans (1962)
- Woman of Straw (1964)
- Doctor Givago (Doctor Zhivago) (1965)
- La caixa de les sorpreses (The Wrong Box) (1966)
- Khartoum (1966)
- Midas Run (1969)
- Oh! What a Lovely War (1969)
- Battle of Britain (1969)
- Apartament d'una sola habitació (The Bed-Sitting Room) (1969)
- Qui va matar la tieta Roo? (Whoever Slew Auntie Roo?) (1971)
- Eagle in a Cage (1972)
- Lady Caroline Lamb (1972)
- Tales from the Crypt (1972)
- Alice's Adventures in Wonderland (1972)
- Casa de nines (A Doll's House) (1973)
- O Lucky Man! (1973)
- Rollerball (1975)
- The Man in the Iron Mask (1977)
- Jesus of Nazareth (1977)
- Watership Down (1978) (veu)
- Dragonslayer (1981)
- Time Bandits (1981)
- Greystoke: The Legend of Tarzan, Lord of the Apes (1984)
- Give My Regards to Broad Street (1984)

## Premis i nominacions

### Premis
- 1947: Cavaller Solter
- 1953: BAFTA al millor actor britànic per The Sound Barrier
- 1962: Premi a la interpretació masculina (Festival de Cannes) per Long Day's Journey Into Night

### Nominacions
- 1950: Oscar al millor actor secundari per The Heiress
- 1967: BAFTA al millor actor britànic per Doctor Givago, Khartoum i The Wrong Box
- 1973: BAFTA al millor actor secundari per Lady Caroline Lamb
- 1985: Oscar al millor actor secundari per Greystoke: The Legend of Tarzan, Lord of the Apes
- 1985: BAFTA al millor actor secundari per Greystoke: The Legend of Tarzan, Lord of the Apes